# معركة تمززدكت
وقعت معركة تمززدكت عام 1327 بالقرب من قلعة تمززدكت ، قرب مدينة بجاية في الجزائر، بين القائد الحفصي أبو عبد الله بن سعيد الناس ضد جيش الزيانيين بقيادة موسى بن علي.

## السياق
في عام 1326، أمر السلطان الزياني أبو تاشفين موسى بن علي الكردي قائد جيشه بغزو الأراضي الحفصية. وهاجم الأخير قسنطينة وخرب الأراضي المجاورة، ثم اتجه نحو بجاية وحاصرها. لكنه سرعان ما رفع المعسكر ليجد موقعًا أفضل لمحاصرة المدينة. في مكان يسمى سوق الخميس، في وادي بجاية، قرر الجنرال الزيني بناء قلعة لمواصلة الحصار على بجاية. تم الانتهاء من بناء هذه القلعة في أربعين يومًا وأخذت اسم تمزدكت. 

## المعركة
في عام 1327 ، أرسل الخليفة الحفصي أبو يحيى أبو بكر جيشًا بقيادة أبو عبد الله بن سعيد الناس ضد قلعة تمززدكت. علم موسى الكردي باقترابهم وجمع قواته، واجتمع الجيشان بالقرب من القلعة وتنتهي المعركة بهزيمة الحفصيين.  

## العواقب
أدت هزيمة أبو عبد الله إلى سيطرة الزيانيين على معسكره ومقتل زعيم المتحولين إلى المسيحية الذي كان يحرس ميناء حاكم تونس ظافر الكبير. ثم يحبس أبو عبد الله نفسه خلف أبواب بجاية. 

## أنظر أيضا
- حصار بجاية (1326-1329)
- الاستيلاء على تونس (1329)